# Uccisioni dei soldati scozzesi del 1971
Le uccisioni dei soldati scozzesi del 1971 furono tre omicidi di soldati scozzesi perpetrati dalla Provisional IRA. L'incidente è avvenuto a Squire's Hill, a nord di Belfast, dopo che tre membri del primo battaglione dei Royal Highland Fusiliers John McCaig, Dougald McCaughey e Joseph McCaig sono stati rapiti in un bar nella capitale nordirlandese e portati in un luogo remoto. Due dei tre soldati erano fratelli adolescenti; e tutti e tre provenivano dalla Scozia. Sono stati uccisi mentre erano fuori servizio e in abiti civili.
Le morti hanno scatenato il lutto pubblico e le proteste contro l'IRA, e la pressione ad agire ha fatto precipitare una crisi politica nel governo dell'Irlanda del Nord, comprese le dimissioni di James Chichester-Clark da Primo ministro dell'Irlanda del Nord. L'esercito britannico ha aumentato l'età minima richiesta per prestare servizio in Irlanda del Nord a 18 in risposta a questo incidente. Nel 2010, un memoriale è stato dedicato ai tre soldati vicino a dove sono stati uccisi a North Belfast.